# Termodonte
Il Termodonte (in turco Terme Çayı, in greco Θερμώδων?, Thermōdōn) è un piccolo fiume che si trova nella provincia turca di Samsun, nella Turchia centro-settentrionale, tra le città di Ordu e Samsun.
Le sorgenti sono 61 km a sudest di Samsun, mentre il fiume non è lontano dalla confluenza dell'Iris (in turco Yeşilırmak) e del Lico. Secondo Plinio il Vecchio nasceva vicino ad una fortezza chiamata Fanoria, e scorreva ai piedi del monte Amazzonio. Sfocia nel Mar Nero, in un delta paludoso. La regione circostante è una pianura fertile e abbastanza isolata, circondata da alte montagne.
Nella mitologia greca la leggendaria capitale delle Amazzoni, Temiscira, sorgeva lungo le rive del fiume. Ciò sembra essere confermato anche da Plutarco che descrive un aiuto delle Amazzoni al popolo dei vicini Albani contro le forze di Gneo Pompeo Magno nel corso della fase finale della terza guerra mitridatica (65 a.C.).
Si fa riferimento al fiume nella raccolta Les Trophées di José-Maria de Hérédia e La Comédie de la Mort di Théophile Gautier. Vivaldi scrisse anche Ercole su'l Termodonte.